# Ropica nigrovittata
Ropica nigrovittata är en skalbaggsart som beskrevs av Stefan von Breuning 1940. Ropica nigrovittata ingår i släktet Ropica och familjen långhorningar. Inga underarter finns listade i Catalogue of Life.